# Map (고차 함수)
프로그래밍 언어에서 Map은 고차 함수로서, 전해진 함수를 배열의 모든 요소에 적용하여 그 결과를 전달한다.
예를 들어 만약 square라는 함수를 만든 뒤, map(square, [1,2,3,4,5]) 라고 호출한다면 해당 명령은 [1,4,9,16,25]를 반환한다. 이 때 map은 배열을 지나면서 모든 요소에 대해 square 함수를 적용한다.

## 같이 보기
- Fold (고차 함수)
- Foreach 루프
- 함수형 프로그래밍
- 고차 함수
- 리스트 캄프리헨션